# Test de vision
 Mise en garde médicale
Un examen de la vue est une série de tests effectués pour évaluer l'acuité visuelle et la capacité de mise au point. Il comprend également d'autres tests et examens relatifs aux yeux. Les examens de la vue sont principalement effectués par un optométriste, un ophtalmologiste, un orthoptiste ou un opticien. Les professionnels de la santé recommandent souvent  de subir des examens oculaires périodiques et approfondis dans le cadre des soins primaires de routine, d'autant plus que de nombreuses maladies oculaires sont asymptomatiques.
Les examens de la vue peuvent détecter des maladies oculaires aveuglantes potentiellement traitables, des manifestations oculaires d'une maladie systémique ou des signes de tumeurs ou d'autres anomalies du cerveau.
Un examen complet de la vue consiste en un examen externe, suivi de tests spécifiques d'acuité visuelle, de fonction pupillaire, des muscles oculomoteurs, de champs visuels, de tension intraoculaire et d'ophtalmoscopie travers une pupille dilatée.
Un examen oculaire minimal comprend des tests d'acuité visuelle, de fonction pupillaire et de motilité musculaire extraoculaire, ainsi qu'une ophtalmoscopie directe à travers une pupille non dilatée.

## Examen de base

### Acuité visuelle

Un tableau de Snellen.

L'acuité visuelle est la capacité des yeux à détecter les détails fins et est la mesure quantitative de la capacité de l'œil à voir une image nette à une certaine distance. La définition standard de l'acuité visuelle normale (vision 20/20 ou 6/6) est la capacité de résoudre un motif spatial séparé par un angle visuel d'une minute d'arc. Les termes 20/20 et 6/6 sont dérivés d'objets de taille normalisée qui peuvent être vus par une «personne de vision normale» à la distance spécifiée. Par exemple, si on peut voir à une distance de 20 mètres un objet qui peut normalement être vu à 20 mètres, alors on a une vision 20/20. Si on peut voir à 20 mètres ce qu'une personne normale peut voir à 40 mètres, alors on a une vision 20/40. La terminologie 6/6 est utilisée dans les pays utilisant le système métrique, et cela représente la distance en mètres.
Ceci est souvent mesuré avec un tableau de Snellen ou un tableau LogMAR (en).

### Réfraction
En physique, la « réfraction » est le mécanisme qui plie le chemin de la lumière lorsqu'elle passe d'un milieu à un autre, comme lorsqu'elle passe de l'air à travers les parties de l'œil. Dans un examen de la vue, le terme réfraction est la détermination de la correction idéale de l'erreur de réfraction. Le trouble de la réfraction est une anomalie optique dans laquelle la forme de l'œil ne parvient pas à mettre la lumière au point sur la rétine, ce qui entraîne une vision floue ou déformée. Des exemples d'erreur de réfraction sont la myopie, l'hypermétropie, la presbytie et l'astigmatisme. Une procédure de réfraction se compose de deux parties : objective et subjective.

#### Réfraction objective
Une réfraction objective est une réfraction obtenue sans recevoir de rétroaction du patient, à l'aide d'un rétinoscope ou d'un autoréfractomètre.
Pour effectuer une rétinoscopie, le médecin projette une traînée de lumière dans une pupille. Une série de lentilles clignote devant l'œil. En regardant à travers le rétinoscope, le médecin peut étudier le réflexe lumineux de la pupille. Sur la base du mouvement et de l'orientation de cette réflexion rétinienne, l'état de réfraction de l'œil est mesuré.

#### Réfraction subjective
Une réfraction subjective nécessite des réponses du patient. En règle générale, le patient s'assoire derrière un Phoroptera ou porte une monture d'essai et regardera un tableau oculaire (optotype) . Le professionnel change les lentilles et les autres paramètres tout en demandant au patient de lui indiquer quel jeu de lentilles donne la meilleure vision, et un confort visuel.

#### Réfraction cycloplégique
Parfois, les professionnels de la vue préfèrent obtenir une réfraction cycloplégique, en particulier lorsqu'ils tentent d'obtenir une réfraction précise chez les jeunes enfants qui peuvent fausser les mesures de réfraction en ajustant leurs yeux avec adaptation. Des gouttes oculaires cycloplégiques sont appliquées sur l'œil pour paralyser temporairement le muscle ciliaire de l'œil.

### Fonctionnement de la pupille
Un examen de la fonction des pupilles comprend l'inspection de la taille égale des pupilles (1 mm ou moins de différence peut être normal), de leur forme régulière, de leur réactivité à la lumière et de leur accommodation directe et consensuelle. 

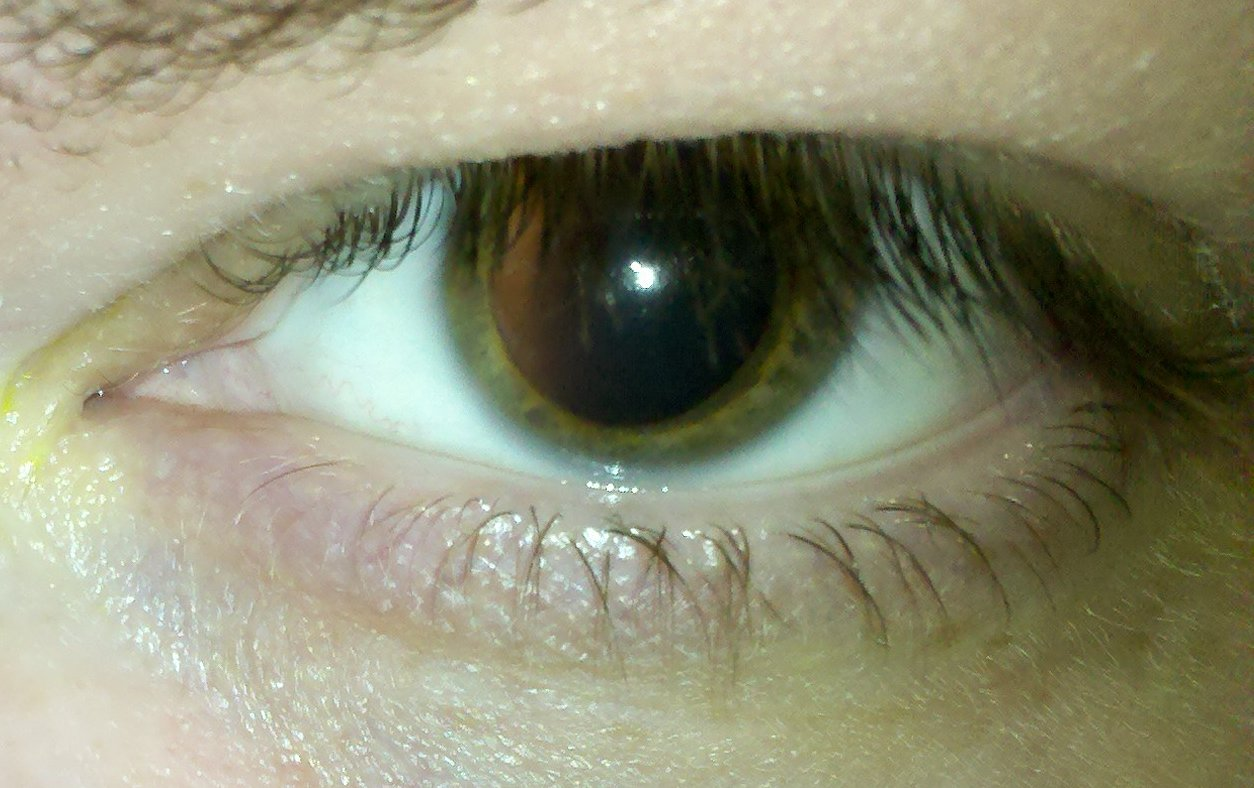
Pupille complètement dilatée avant l'examen ophtalmoscopique.

Un test avec une lampe de poche oscillante peut également être souhaitable si des lésions neurologiques sont suspectées afin d'évaluer des anomalies du nerf optique. Ce test détecte le défaut afférent de la pupille, dans une pièce semi-obscure. Dans une réaction normale au test de la lampe de poche oscillante, les deux pupilles se contractent lorsqu'elles sont exposées à la lumière. Lorsque la lumière est déplacée d'un œil à un autre, les deux yeux commencent à se dilater, mais se resserrent à nouveau lorsque la lumière atteint l'autre œil.
S'il y a un défaut efférent dans l'œil gauche, la pupille gauche restera dilatée quel que soit l'endroit où la lumière brille, tandis que la pupille droite répondra normalement. S'il y a un défaut afférent dans l'œil gauche, les deux pupilles se dilateront lorsque la lumière brille sur l'œil gauche, mais les deux se resserreront lorsqu'elle brille sur l'œil droit. En effet, l'œil gauche ne répondra pas au stimulus externe (voie afférente), mais peut toujours recevoir des signaux neuronaux du cerveau (voie efférente) pour se contracter.
S'il y a une petite pupille unilatérale avec une réactivité normale à la lumière, il est peu probable qu'une neuropathie soit présente. Cependant, s'il est accompagné d'une ptosis de la paupière supérieure, cela peut indiquer le syndrome de Claude Bernard-Horner.
S'il y a une petite pupille irrégulière qui se resserre mal à la lumière, mais normalement à l'accommodation, c'est un signe d'Argyll Robertson.

### Motilité oculaire
La motilité oculaire doit toujours être testée, en particulier lorsque les patients se plaignent d'une vision double ou que les médecins soupçonnent une maladie neurologique. Tout d'abord, le médecin doit évaluer visuellement les yeux pour détecter les déviations qui pourraient résulter d'un strabisme, d'un dysfonctionnement des muscles extraoculaires ou d'une paralysie des nerfs crâniens innervant les muscles extraoculaires. Les saccades oculaires sont évaluées en demandant au patient de déplacer rapidement son œil vers une cible à l'extrême droite, à gauche, en haut et en bas. 
Le patient est invité à suivre une cible avec les deux yeux lorsqu'elle est déplacée dans chacune des neuf directions cardinales du regard. L'examinateur note la vitesse, la douceur, la portée et la symétrie des mouvements et observe l'instabilité de la fixation. Ces neuf champs de test de regard correspondent aux neuf muscles extra-oculaires : droit inférieur, droit supérieur, droit latéral et droit médial, ainsi que les obliques supérieurs et obliques inférieurs.

### Test de champ visuel
Pour effectuer le test, l'individu occlut un œil tout en étant fixé sur l'œil de l'examinateur avec l'œil non occlus. Le patient est ensuite invité à compter le nombre de doigts qui sont brièvement montrés dans chacun des quatre quadrants. Cette méthode est préférée au "test du doigt ondulé" qui était historiquement utilisé car il représente un moyen rapide et efficace de savoir si le champ visuel périphérique est affecté. 
Les problèmes courants du champ visuel comprennent le scotome (zone de vision réduite), l'hémianopsie (perte de la moitié du champ visuel), l'hémianopsie latérale homonyme et l'hémianopsie bitemporale.

### Examen externe
L'examen externe des yeux consiste en une inspection des paupières, des tissus environnants et de la fente palpébrale. La palpation du bord orbitaire peut également être réalisée, en fonction des signes et symptômes qui se présentent. La conjonctive et la sclère peuvent être inspectées en faisant lever les yeux de l'individu et en faisant briller une lumière tout en rétractant la paupière supérieure ou inférieure. La position des paupières est vérifiée pour des anomalies telles que la ptose, une asymétrie entre les positions des paupières.

### Lampe à fente

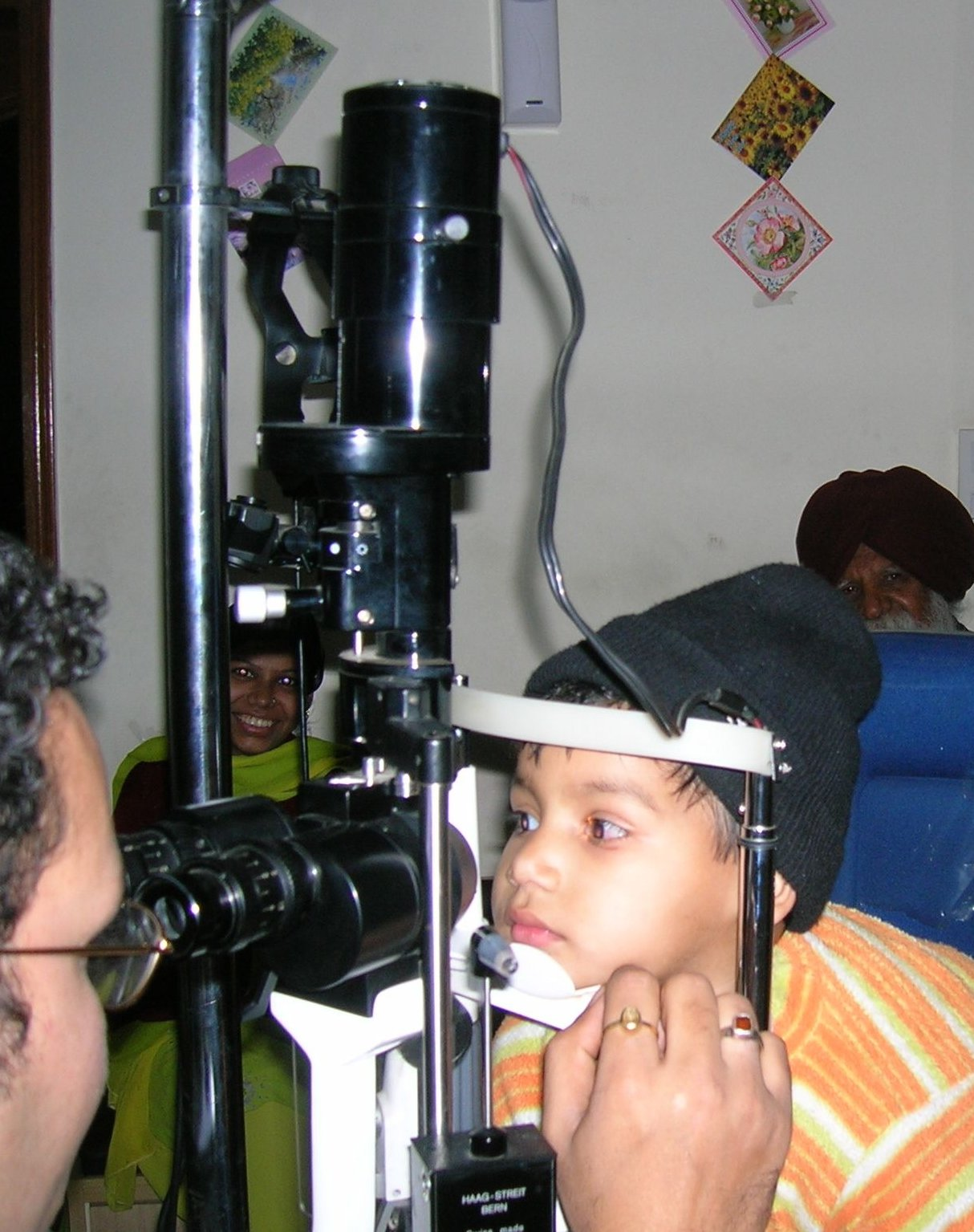
Examen des yeux à la lampe à fente dans une clinique d'ophtalmologie.

Une inspection approfondie des structures oculaires antérieures est souvent effectuée avec une lampe à fente, un microscope monté sur table avec une source d'éclairage réglable. Un petit faisceau de lumière dont la largeur, la hauteur, l'angle d'incidence, l'orientation et la couleur peuvent varier est passé au-dessus de l'œil. L'examinateur visualise les structures oculaires éclairées, le patient étant assis avec la tête stabilisée par une mentonnière réglable.
Cela permet l'inspection de tous les milieux oculaires, de la cornée au corps vitré, ainsi qu'une vue agrandie des paupières et d'autres structures oculaires externes. Une coloration à la fluorescéine avant l'examen à la lampe à fente peut révéler des abrasions de la cornée ou un herpès.

### Pression intraocculaire
La pression intraoculaire peut être mesurée par des appareils de tonométrie. L'œil peut être considéré comme un compartiment fermé à travers duquel une circulation constante de fluide maintient sa forme et sa pression interne. La plage normale est de 10 à 21 mmHg.

### Examen rétinien
L'examen de la rétine (ou fond d'œil) est une partie importante de l'examen général de la vue. La dilatation de la pupille à l'aide de gouttes oculaires spéciales améliore considérablement la vue et permet un examen approfondi de la rétine. Une vue limitée peut être obtenue à travers une pupille non dilatée, auquel cas les meilleurs résultats sont obtenus dans une pièce assombrie et le patient regardant vers le coin le plus éloigné. L'apparence du disque optique et du système vasculaire rétinien est également enregistrée lors de l'examen du fond d'œil.

## Examens de la vue pour les enfants

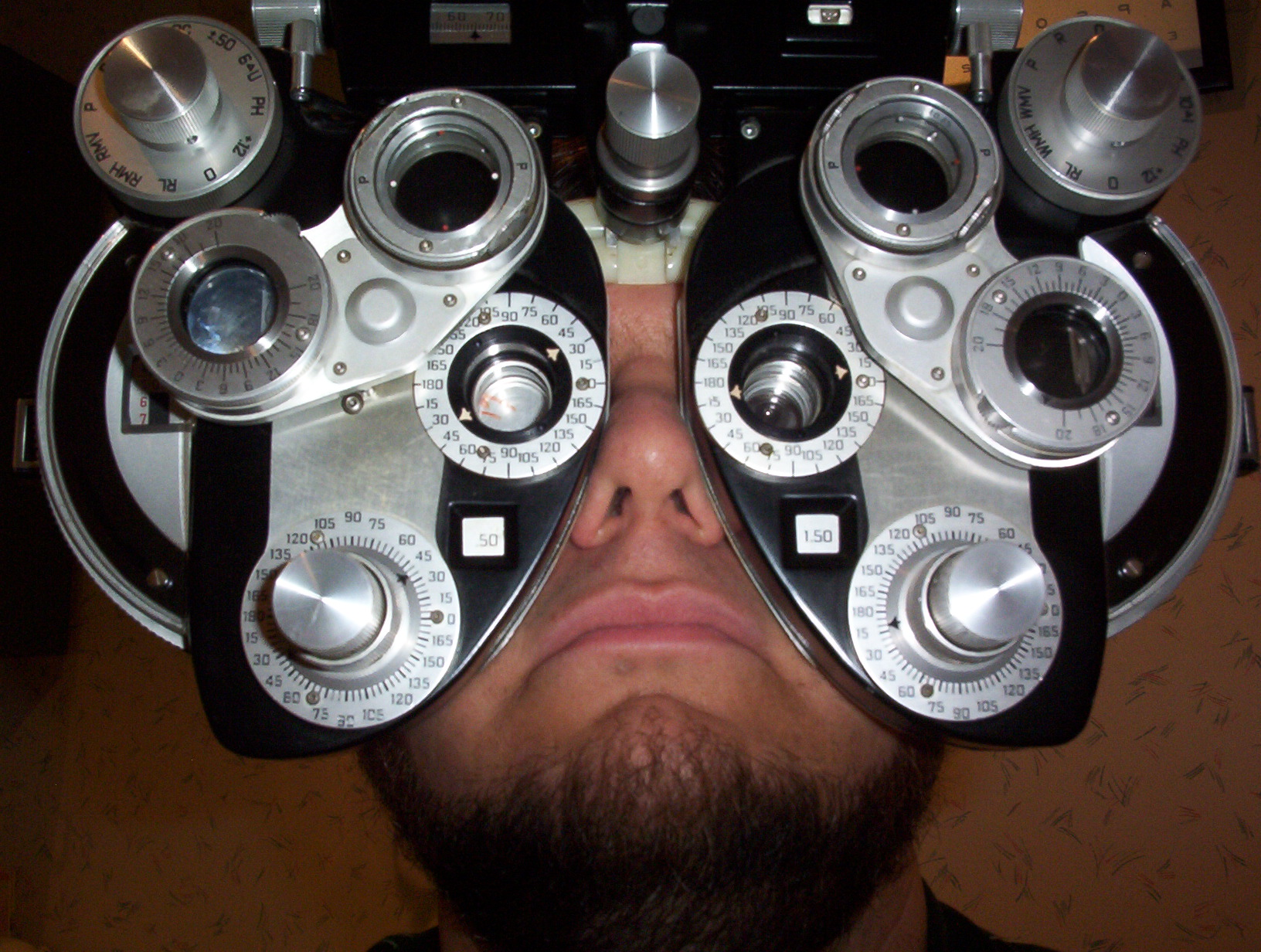
Utilisation d'un phoroptère pour déterminer une prescription de lunettes.

Il est souvent recommandé que les enfants subissent leur premier examen de la vue à l'âge de 6 mois, ou plus tôt si un parent soupçonne que quelque chose ne va pas avec ses yeux. Les programmes de dépistage sont importants pour identifier les enfants qui ont besoin de lunettes mais qui n'en portent pas ou qui ont la mauvaise prescription.
Les enfants ont besoin des compétences visuelles de base suivantes pour apprendre:
- Vision de près
- Vision à distance
- Vision binoculaire
- Mouvement des yeux
- Accommodation
- Vision périphérique
- Coordination œil-main

## Maladies diagnostiquées lors des examens de la vue
- Myopie
- Hypermétropie
- Presbytie
- Amblyopie
- Diplopie
- Astigmatisme
- Strabisme